# Tour de Somerville
Le Tour de Somerville (en anglais : Tour of Somerville) est une série de courses cyclistes américaines disputées autour de la ville de Somerville, dans l'État du New Jersey. Les épreuves sont organisées le week-end du Memorial Day.

## Histoire
Le Tour de Somerville est créé en 1940 par Fred "Pop" Kugler, propriétaire local d'un magasin de vélos et cycliste professionnel. Les deux premières éditions sont remportées par le fils du fondateur, Furman Kulger, tandis que l'édition 1942 revient à Carl Anderson, un ami de celui-ci. Non disputé durant trois ans en raison de la Seconde Guerre mondiale, la course refait son apparition en 1947. Elle prend alors le nom officieux de Kugler-Anderson Memorial Tour, en hommage aux deux premiers vainqueurs, tués lors de la guerre alors qu'ils servaient les Forces armées à l'étranger.
Le Tour est intronisé au Temple de la renommée du cyclisme américain en 1993.
L'édition 2020 est annulée en raison du contexte sanitaire lié à la pandémie de Covid-19,.

## Palmarès

### Élites Hommes
| Année     | Vainqueur                                            | Deuxième                                             | Troisième                                            |
| --------- | ---------------------------------------------------- | ---------------------------------------------------- | ---------------------------------------------------- |
| 1940      | Furman Kugler                                        |                                                      |                                                      |
| 1941      | Furman Kugler                                        |                                                      |                                                      |
| 1942      | Carl Anderson                                        |                                                      |                                                      |
| 1943-1946 | non organisé en raison de la Seconde Guerre mondiale | non organisé en raison de la Seconde Guerre mondiale | non organisé en raison de la Seconde Guerre mondiale |
| 1947      | Donald Sheldon (en)                                  |                                                      |                                                      |
| 1948      | Donald Sheldon (en)                                  |                                                      |                                                      |
| 1949      | Frank Brilando (en)                                  |                                                      |                                                      |
| 1950      | Richard Cortright (en)                               |                                                      |                                                      |
| 1951      | Francois Mertens                                     |                                                      |                                                      |
| 1952      | Ernest Seubert                                       |                                                      |                                                      |
| 1953      | Hugh Starrs                                          |                                                      |                                                      |
| 1954      | John Chisello                                        |                                                      |                                                      |
| 1955      | Patrick Murphy (en)                                  |                                                      |                                                      |
| 1956      | Jack Heid (en)                                       |                                                      |                                                      |
| 1957      | Arnold Uhrlass (en)                                  |                                                      |                                                      |
| 1958      | Art Longsjo (en)                                     |                                                      |                                                      |
| 1959      | Rupert Waitl                                         |                                                      |                                                      |
| 1960      | Michael Hiltner (en)                                 |                                                      |                                                      |
| 1961      | Robert McKnown                                       |                                                      |                                                      |
| 1962      | Richard Centore                                      |                                                      |                                                      |
| 1963      | Olaf Moetus                                          |                                                      |                                                      |
| 1964      | Hans Wolf (en)                                       |                                                      |                                                      |
| 1965      | Eckhard Viehöver                                     |                                                      |                                                      |
| 1966      | John Aschen                                          |                                                      |                                                      |
| 1967      | Jackie Simes (en)                                    |                                                      |                                                      |
| 1968      | Seig Koch                                            |                                                      |                                                      |
| 1969      | Jackie Simes (en)                                    |                                                      |                                                      |
| 1970      | Robert Farrell (en)                                  |                                                      |                                                      |
| 1971      | Edward Parrott                                       |                                                      |                                                      |
| 1972      | Roger Young (en)                                     |                                                      |                                                      |
| 1973      | Ron Skarin (en)                                      |                                                      |                                                      |
| 1974      | Ron Skarin (en)                                      |                                                      |                                                      |
| 1975      | Rory O'Reilly (en)                                   |                                                      |                                                      |
| 1976      | David Boll (en)                                      |                                                      |                                                      |
| 1977      | David Ware                                           |                                                      |                                                      |
| 1978      | Jocelyn Lovell                                       |                                                      |                                                      |
| 1979      | Willie Martin                                        |                                                      |                                                      |
| 1980      | Steve Bauer                                          |                                                      |                                                      |
| 1981      | Wayne Stetina                                        |                                                      |                                                      |
| 1982      | Gary Tevisiol                                        |                                                      |                                                      |
| 1983      | Steve Bauer                                          |                                                      |                                                      |
| 1984      | Davis Phinney                                        | Steve Bauer                                          | Bruce Donaghy                                        |
| 1985      | Matt Eaton                                           |                                                      |                                                      |
| 1986      | Marc Maertens                                        |                                                      |                                                      |
| 1987      | Paul Pearson                                         |                                                      |                                                      |
| 1988      | Roberto Gaggioli                                     |                                                      |                                                      |
| 1989      | Graeme Miller                                        |                                                      |                                                      |
| 1990      | Matt Eaton                                           |                                                      |                                                      |
| 1991      | Brian Moroney                                        |                                                      |                                                      |
| 1992      | Jonas Carney                                         |                                                      |                                                      |
| 1993      | Gary Anderson                                        |                                                      |                                                      |
| 1994      | Jonas Carney                                         |                                                      |                                                      |
| 1995      | Jason Snow                                           |                                                      |                                                      |
| 1996      | Julian Dean                                          |                                                      |                                                      |
| 1997      | Brett Aitken                                         |                                                      |                                                      |
| 1998      | Jonas Carney                                         |                                                      |                                                      |
| 1999      | Eric Wohlberg                                        |                                                      |                                                      |
| 2000      | Jonas Carney                                         | David McCook                                         | Roberto Gaggioli                                     |
| 2001      | Eric Wohlberg                                        | Jonathan Wirsing                                     | Mark Walters                                         |
| 2002      | Jonas Carney                                         | Vassili Davidenko                                    | Graeme Miller                                        |
| 2003      | Jonas Carney                                         | Jeffrey Hopkins                                      | Sebastián Alexandre                                  |
| 2004      | Viktor Rapinski                                      | Jonas Carney                                         | Juan José Haedo                                      |
| 2005      | Kyle Wamsley                                         | Jason Allen                                          | Stefan Steinweg                                      |
| 2006      | Juan José Haedo                                      | Kyle Wamsley                                         | Dan Schmatz                                          |
| 2007      | Hilton Clarke                                        | Alejandro Borrajo                                    | Oleg Grishkine                                       |
| 2008      | Lucas Sebastián Haedo                                | Kyle Wamsley                                         | Jonathan Page                                        |
| 2009      | Lucas Sebastián Haedo                                | Jake Keough                                          | Aldo Ino Ilešič                                      |
| 2010      | Ben Kersten                                          | Alessandro Bazzana                                   | Clayton Barrows                                      |
| 2011      | Timothy Gudsell                                      | Karl Menzies                                         | Eric Young                                           |
| 2012      | Luke Keough                                          | Alexander Serebryakov                                | Demis Alemán                                         |
| 2013      | Hilton Clarke                                        | Karl Menzies                                         | Carlos Alzate                                        |
| 2014      | Adam Alexander                                       | Ben Renkema                                          | Randal Perez                                         |
| 2015      | Andrew Dahlheim                                      | Adam Myerson                                         | Stalin Quiterio                                      |
| 2016      | Scott Savory                                         | Hamzah Eastman                                       | Carlos Brenes                                        |
| 2017      | Noah Granigan                                        | Augusto Sánchez                                      | Michael Chauner                                      |
| 2018      | Shane Kline                                          | César Marte                                          | Kevin Goguen                                         |
| 2019      | Connor Sallee                                        | Thomas Gibbons                                       | Bobby Lea                                            |
| 2020-2021 | Annulé                                               | Annulé                                               | Annulé                                               |
| 2022      | George Jackson                                       | Alfredo Rodríguez                                    | Scott McGill                                         |
| 2023      | Daniel Estevez                                       | César Marte                                          | Noah Granigan                                        |
| 2024      | César Marte                                          | Alec Briggs                                          | Juan Pablo Zapata                                    |
| 2025      | Lucas Bourgoyne                                      | Ben Oliver                                           | Jordan Parra                                         |

### Élites Femmes
| Année     | Vainqueur              | Deuxième            | Troisième                   |
| --------- | ---------------------- | ------------------- | --------------------------- |
| 1976      | Mary Jane Reoch        |                     |                             |
| 1977      | Karen Strong           |                     |                             |
| 1978      | Sue Novara             |                     |                             |
| 1979      | Karen Strong           |                     |                             |
| 1980      | Karen Strong           |                     |                             |
| 1981      | Karen Strong           |                     |                             |
| 1982      | Sue Novara             |                     |                             |
| 1983      | Sue Novara             |                     |                             |
| 1984      | Sue Novara             | Rebecca Twigg       | Betsy Davis                 |
| 1985      | Sophie Eaton           |                     |                             |
| 1986      | Peggy Mass             |                     |                             |
| 1987      | Hennie Top             |                     |                             |
| 1988      | Susan Elias            |                     |                             |
| 1989      | Susan Elias            |                     |                             |
| 1990      | Janice Bolland         |                     |                             |
| 1991      | Karen Livingston-Bliss |                     |                             |
| 1992      | Laura Charameda        |                     |                             |
| 1993      | Marianne Berglund      |                     |                             |
| 1994      | Jeanne Golay           |                     |                             |
| 1995      | Jessica Grieco         |                     |                             |
| 1996      | Jessica Grieco         |                     |                             |
| 1997      | Karen Livingston-Bliss |                     |                             |
| 1998      | Karen Livingston-Bliss |                     |                             |
| 1999      | Laura Van Gilder       |                     |                             |
| 2000      | Tina Mayolo-Pic        |                     |                             |
| 2001      | Christina Underwood    | Tina Mayolo-Pic     | Laura Van Gilder            |
| 2002      | Laura Van Gilder       | Tina Mayolo-Pic     | Tania Duff-Miller           |
| 2003      | Sarah Uhl              | Laura Van Gilder    | Tina Mayolo-Pic             |
| 2004      | Melissa Sanborn        | Sarah Uhl           | Becky Conzelman             |
| 2005      | Laura Van Gilder       | Ina-Yoko Teutenberg | Shannon Hutchison           |
| 2006      | Tina Pic               | Laura Van Gilder    | Kelly Benjamin              |
| 2007      | Theresa Cliff-Ryan     | Katherine Bates     | Jenny Trew                  |
| 2008      | Tina Pic               | Kelly Benjamin      | Erica Allar                 |
| 2009      | Tina Pic               | Theresa Cliff-Ryan  | Laura Van Gilder            |
| 2010      | Theresa Cliff-Ryan     | Kirsty Broun        | Sinead Miller (en)          |
| 2011      | Theresa Cliff-Ryan     | Laura Van Gilder    | Lenore Pipes (en)           |
| 2012      | Ruth Winder            | Laura Van Gilder    | Morgan Patton               |
| 2013      | Kimberley Wells        | Amy Cutler          | Laura Brown                 |
| 2014      | Erica Allar            | Coryn Rivera        | Hannah Barnes               |
| 2015      | Lauretta Hanson        | Laura Van Gilder    | Colleen Hayduk              |
| 2016      | Ellen Watters (en)     | Sarah Fader         | Jamie Gilgen (en)           |
| 2017      | Laura Van Gilder       | Anita Stenberg      | Deborah Leedale-Brown       |
| 2018      | Laura Van Gilder       | Colleen Gulick      | Emma Bast                   |
| 2019      | Maggie Coles-Lyster    | Stephanie Halamek   | Alexi Costa                 |
| 2020-2021 | Annulé                 | Annulé              | Annulé                      |
| 2022      | Katia Martínez         | Debbie Milne        | Colleen Gulick              |
| 2023      | Jessica Chong          | Emily Flynn         | Leah Goldberg               |
| 2024      | Coryn Labecki          | Samantha Schneider  | Camille Desrochers Laflamme |
| 2025      | Marlies Mejías         | Odette Lynch        | Megan Barker                |